# Variante de la enfermedad de Creutzfeldt-Jakob
La variante de la enfermedad de Creutzfeldt-Jakob  es un tipo de enfermedad cerebral perteneciente a la familia de las encefalopatías espongiformes transmisibles.

## Síntomas
Entre sus síntomas incluyen problemas psiquiátricos, cambios de comportamiento y sensaciones dolorosas.
El período de tiempo entre la exposición y el desarrollo de los síntomas no está claro, pero se cree que son años. La esperanza de vida media tras la aparición de los síntomas es de 13 meses

## Causas
Está causada por priones, que son proteínas mal plegadas, se cree que la propagación se debe principalmente al consumo de carne de vacuno infectada por la encefalopatía espongiforme bovina También se cree que la infección requiere una susceptibilidad genética específica La propagación también puede ocurrir a través de productos sanguíneos o equipo quirúrgico contaminado

## Diagnóstico
El diagnóstico se realiza mediante biopsia cerebral, pero se puede sospechar en función de otros criterios. Es diferente de la  enfermedad de Creutzfeldt-Jakob, aunque ambas se deben a priones

## Tratamiento
El tratamiento de la vCJD consiste en cuidados de apoyo.

## Frecuencia
Hasta 2012, se han registrado alrededor de 170 casos de vCJD en el Reino Unido y 50 casos en el resto del mundo, la enfermedad se ha vuelto menos común desde el año 2000 La edad típica de aparición es antes de los 30 años

## Historia
Fue identificado por primera vez en 1996 por la Unidad Nacional de Vigilancia de la ECJ en Edimburgo, Escocia.